# Ромета (Маса-Карара)
Ромета је насеље у Италији у округу Маса-Карара, региону Тоскана.
Према процени из 2011. у насељу је живело 202 становника. Насеље се налази на надморској висини од 115 м.